# Mossur lo regent
Mossur lo regent est le premier album vinyle du groupe occitan Los de Nadau devenu plus tard simplement Nadau. Il est sorti en 1975.

## Pistes
| 1.  | Mossur lo regent                |  |
| 2.  | Obris la pòrta                  |  |
| 3.  | Qui m'a tuat mon vilatge        |  |
| 4.  | Escota plan n'ei pas tròp tard  |  |
| 5.  | Los bohèmis                     |  |
| 6.  | La pagèra de grandor            |  |
| 7.  | Lo s'aví sabut n'ei pas a véner |  |
| 8.  | Arron d'aimar                   |  |
| 9.  | Auròst tà Victor Jara           |  |
| 10. | La nòvia                        |  |
| 11. | Aspa vòu víver                  |  |